# Стена (альбом)
«Стена» — альбом советской и российской метал-группы Чёрный Обелиск, выпущенный самиздатом в 1991 году и впоследствии перезаписанный в 1994 году.

## Об альбоме
Оригинальный альбом был записан на базе в Центре Информации на Водном Стадионе в декабре 1990 — марте 1991 года. На CD оригинальная версия Стены (за исключением кавер-версии AC/DC) вышла в 2006 году, в сборнике «20 лет и ещё один день…».
Крупновым было принято решение перезаписать и выпустить альбом «Стена» в 1994 году, работая над альбомом «Я остаюсь» в студии SNC Records,  в новых студийных условиях. Данная версия альбома переиздавалась в 2003 году «Мистерией Звука» с добавлением некоторых композиций с записи 91 года.
В 2018 году композиции альбома вошли в переиздание каталога Анатолия Крупнова компанией «Navigator Records» на трёх дисках под названием «Я остаюсь»; по оценке Алексея Мажаева (InterMedia), «в результате пересведения удалось добиться той чистоты и плотности звучания, к которой всегда так стремился Анатолий».

## Список композиций
Все тексты написаны Анатолием Крупновым, кроме (4) - Дмитрий Филатов , (5) - Э.Верхарн, вся музыка написана "А.Крупнов сотоварищи" кроме (4) - Сергей Симонов .
| №  | Название         | Длительность |
| -- | ---------------- | ------------ |
| 1. | «Стена»          | 4:27         |
| 2. | «We Got Enough»  | 4:52         |
| 3. | «Серый святой»   | 4:35         |
| 4. | «Аве, Цезарь»    | 4:00         |
| 5. | «Меч»            | 8:09         |
| 6. | «Полночь»        | 5:12         |
| 7. | «Игрок»          | 4:09         |
| 8. | «Touch Too Much» | 4:55         |

| №  | Название                                     | Длительность |
| -- | -------------------------------------------- | ------------ |
| 1. | «Стена» (настоящая)                          | 3:50         |
| 2. | «Дом жёлтого сна» (версия вторая)            | 4:36         |
| 3. | «Цезарь»                                     | 5:00         |
| 4. | «Меч»                                        | 8:12         |
| 5. | «Серый святой» (в рок-н-ролле)               | 4:16         |
| 6. | «Игрок» (акустический вариант)               | 4:50         |
| 7. | «Болезнь»                                    | 6:05         |
| 8. | «Чёрный обелиск»                             | 3:57         |
| 9. | «Стена» (акустический вариант) (bonus track) | 4:00         |

| №   | Название               | Длительность |
| --- | ---------------------- | ------------ |
| 10. | «Стена» (1991)         | 4:27         |
| 11. | «We Got Enough» (1991) | 4:52         |
| 12. | «Меч» (1991)           | 8:09         |
| 13. | «Игрок» (1991)         | 4:09         |

## В записи участвовали
- Анатолий Крупнов — вокал, бас-гитара
- Юрий Алексеев — гитара
- Дмитрий Борисенков — гитара, подпевки
- Владимир Ермаков — барабаны

а также:
- Рушан Аюпов — клавишные («Меч»)
- Сергей Воронов — гитара («Болезнь»)
- Михаил Кассиров — гитара («Стена» в акустической версии)
- Р. Аюпов, С. Воронов, П. Тихонов, А. Ермолин, К. Савченко, А. Юрасов, В. Ермаков — хоры, бэки и подпевки
- звукоинженер — Андрей Иванов
- мастеринг — Олег Сальков
- цифровой ремастеринг — Евгений Трушин (2002)[2]

## Видеоклипы
| Год  | Название          |
| ---- | ----------------- |
| 1991 | «Стена»           |
| 1991 | «We Got Enough»   |
| 1991 | «Серый святой»    |
| 1991 | «Аве, Цезарь»     |
| 1994 | «Дом жёлтого сна» |